# Castore (torpediniera)
La Castore è stata una torpediniera della Regia Marina, appartenente alla classe Spica tipo Climene.

## Storia
Terminate le prove e l'addestramento nell'Alto Adriatico, nel suo primo periodo di servizio la nave operò nelle acque della Sicilia, con base a Messina.
Nel settembre 1938, destinata alla Scuola Comando di Augusta, la Castore divenne caposquadriglia della XVII Squadriglia Torpediniere e prese parte a tutte le crociere e missioni svolte da tale formazione dal 1938 al 1940.

### Seconda guerra mondiale
All'ingresso dell'Italia nella seconda guerra mondiale la Castore faceva parte della XI Squadriglia Torpediniere di base a Tripoli, che formava unitamente alle gemelle Cigno, Climene e Centauro. Operò principalmente in missioni di scorta lungo le coste della Libia, successivamente tra l'Italia meridionale ed il Nordafrica, ed a partire dall'estate 1942 anche in Mar Egeo, tra Grecia, Cirenaica e Sud Italia, combattendo più volte contro aerei nemici. Svolse anche infruttuose azioni antisommergibile.
Alle 6.30 del 5 settembre 1940 la Castore salpò da Bengasi e scortò a Tripoli i trasporti Città di Messina, Zena e Carnia.
Alle sei di sera del 7 gennaio 1941 la Castore e la gemella Clio lasciarono Tobruch per scortare a Bengasi i mercantili Edda, Assiria e Fianona. Alle 22.08 dello stesso giorno il sommergibile britannico Rover lanciò quattro siluri contro l’Edda in posizione 32°13' N e 23°40' E: la nave non fu colpita e nel contrattacco Castore e Clio danneggiarono con bombe di profondità l'unità nemica, che necessitò poi di 13 giorni di riparazioni a Malta. Il convoglio giunse a Bengasi alle undici di mattina del 9 gennaio.
Alle 19 del 23 febbraio 1941 la nave salpò da Napoli e scortò a Tripoli alla velocità di 14 nodi, insieme ai cacciatorpediniere Aviere, Geniere e da Noli, i mercantili Ankara, Marburg, Reichenfels e Kybfels.
Il 30 aprile appartenne, insieme ai cacciatorpediniere Euro e Fulmine ed alle torpediniere Procione e Orione), alla scorta di un convoglio formato dai trasporti Birmania, Marburg, Reichenfels, Rialto e Kybfels in navigazione da Augusta e Messina per la Libia carichi di rifornimenti per l'Afrika Korps; sebbene attaccato da aerei e sommergibili il 1º maggio, il convoglio non subì danni.
Nel corso del 1941 le scarsamente efficienti mitragliere da 13,2 mm vennero sbarcate e sostituite da 8 armi da 20/65 mm, di maggiore efficacia; il dislocamento aumentò a 1055 tonnellate.
Il 23 novembre 1941 la torpediniera bombardò con bombe di profondità il sommergibile olandese O 21, che aveva infruttuosamente attaccato il piroscafo Bolzaneto.
Alle tre del pomeriggio del 3 gennaio 1942 la Castore, nell'ambito dell'operazione «M 43», salpò da Taranto per scortare a Tripoli, insieme alle torpediniere Antares, Orsa ed Aretusa, la moderna motonave Monviso e la grande motonave cisterna Giulio Giordani; il convoglio giunse indenne a destinazione il 5 gennaio.
Alle 16.30 del 13 gennaio la Castore ed un'altra torpediniera, la Procione, lasciarono Tripoli per scortare le moderne motonavi Monviso e Monginevro di ritornoo in Italia: il convoglio giunse indenne in porto dopo aver evitato l'incontro con una formazione di cacciatorpediniere inglesi (Lance, Lively, Jaguar e Zulu) ed un attacco da parte degli aerosiluranti dell'830° Squadron.
Il 15 gennaio la Castore rimase leggermente danneggiata in seguito all'urto contro una mina (posata quattro giorni prima dal sommergibile HMS Porpoise) al largo di Capo Drepano, nella baia di Suda.
Il 22 gennaio l'unità fece parte – insieme ai cacciatorpediniere Vivaldi, Malocello, da Noli, Aviere, Geniere e Camicia Nera ed alla torpediniera Orsa – della scorta diretta all'operazione «T. 18» (un convoglio formato dal trasporto truppe Victoria – partito da Taranto – e dai cargo Ravello, Monviso, Monginevro e Vettor Pisani – salpati da Messina –, con a bordo in tutto 15.000 tonnellate di materiali, 97 carri armati, 271 automezzi e 1467 uomini); il 23, durante la navigazione, la Victoria fu immobilizzata da un attacco di 3 aerosiluranti; Aviere e Camicia Nera si fermarono per assisterla, ma un secondo attacco portato da 4 velivoli impartì il colpo di grazia alla motonave (furono salvati 1064 del 1455 uomini a bordo).
Alle 10.15 del 5 febbraio la torpediniera lasciò Palermo per scortare a Tripoli la motocisterna Rondine, insieme al cacciatorpediniere Premuda: il convoglio arrivò in porto senza danni alle 17 del 7 febbraio, dopo essere sfuggito ad attacchi aerei e subacquei (un sommergibile rimasto ignoto lanciò dei siluri contro la Rondine al largo di Capo San Vito, alle 13.45 del 5 febbraio).
Il 16 marzo 1942 l'unità prese parte all'operazione «Sirio», scortando a Tripoli, insieme al cacciatorpediniere Premuda, il mercantile Assunta De Gregori; di ritorno dal tale missione scortò, con altre unità, 4 motonavi in navigazione di rientro dalla Libia.
Nel pomeriggio dell'11 maggio 1942 la nave partì da Napoli per Tripoli di scorta – insieme ai cacciatorpediniere da Recco e Premuda ed alle torpediniere Climene, Pallade e Polluce – ad un convoglio composto dalle moderne motonavi da carico Gino Allegri, Reginaldo Giuliani, Ravello, Agostino Bertani ed Unione e dal grosso piroscafo tedesco Reichenfels: si trattava dell'operazione di traffico «Mira», che prevedeva l'invio in Libia di 58 carri armati, 713 veicoli, 3086 tonnellate di combustibili ed olii lubrificanti, 513 uomini e 17.505 t di munizioni ed altri rifornimenti. La Giuliani fu colta da un'avaria alle pompe e dovette ripiegare su Palermo; per scortarla fu distaccato il Premuda. Il resto del convoglio giunse indenne a destinazione.
Il 22 giugno l'unità partì da Palermo per scortare a Bengasi, insieme ai cacciatorpediniere Folgore e Turbine ed alle torpediniere Orsa e Partenope, le motonavi Nino Bixio e Mario Roselli, ma l'indomani quest'ultima venne gravemente danneggiata da aerosiluranti mentre si trovava a 39 miglia per 139° da Capo Rizzuto e dovette rientrare a rimorchio dell'Orsa ed assistita dai rimorchiatori Gagliardo, Pluto, Fauna e Portoferraio.
Il 15 agosto l'unità stava scortando da Brindisi a Bengasi, insieme al cacciatorpediniere Da Recco ed alle torpediniere Polluce e Calliope, le grosse motonavi Lerici e Ravello, quando, alle 18.30, in posizione 34°50' N e 21°30' E, la Lerici fu silurata ed incendiata dal sommergibile HMS Porpoise: la Castore, insieme a Da Recco e Ravello, proseguì verso Bengasi nella scorta alla motonave rimasta indenne, mentre la Lerici affondò di poppa dopo inutili tentativi di salvataggio da parte della Calliope ed il sommergibile attaccante venne danneggiato dalla Polluce).
Il 16 agosto, alle tre del pomeriggio, la torpediniera salpò da Bengasi per scortare a Brindisi, unitamente ai cacciatorpediniere Da Recco e Saetta ed alla torpediniera Orione, le motonavi Sestriere e Nino Bixio: alle 15.35 del 17, tuttavia, la Bixio fu centrata e gravemente danneggiata, in posizione 36°35' N e 21°34' E, da due siluri del sommergibile Turbulent, che uccisero 434 uomini. Anche la Sestriere al contempo (in posizione 36°36' N e 21°30' E, a sud di Navarino, alle 15.30) fu fatta oggetto del lancio di alcuni siluri, ma non fu colpita. Mentre la Bixio veniva trainata a Navarino dal Saetta ed assistita dall’Orione, la Castore proseguì per la destinazione insieme a Sestriere e Da Recco, giungendo a Brindisi alle cinque del pomeriggio del giorno seguente.
Il 14 settembre 1942 la nave fu coinvolta nei combattimenti per la difesa di Tobruk durante l'attacco inglese denominato Operazione Daffodil. Trovandosi ormeggiata in porto insieme alla Generale Antonino Cascino (cacciatorpediniere) e ad una terza torpediniera, la Montanari, la nave aprì il fuoco quando, intorno alle tre di notte, dieci motosiluranti inglesi attaccarono il porto di Tobruk: sparando nel buio, le torpediniere italiane affondarono o danneggiarono alcune delle unità attaccanti, e, insieme alle 17 motozattere poste a difesa del porto dopo l'inizio dell'incursione, respinsero l'attacco.
Il 24 settembre 1942 la torpediniera, al comando del tenente di vascello Tezel, lasciò il Pireo per scortare a Tobruk, insieme al cacciatorpediniere Da Recco ed alle torpediniere Lupo e Sirio, i piroscafi Menes (tedesco) ed Anna Maria Gualdi (italiano), cui poi si aggiunsero la nave cisterna Proserpina e le torpediniere Libra e Lira. Il convoglio giunse a destinazione indenne dopo aver respinto un attacco aereo, durante il quale la Castore dovette provvedere a riportare in formazione il Menes, che aveva accostato – come gli altri mercantili – intendendo un colpo di cannone come il segnale di accostata per attacchi di sommergibili.
Alle otto del 2 settembre 1942 la Castore salpò dal Pireo per scortare a Tobruk, insieme alle gemelle Polluce, Lupo e Calliope, un convoglio composto dai piroscafi Padenna, Sportivo e Bianchi. Verso le quattro del pomeriggio del 3 settembre le navi, su indicazione di velivoli italiani, diressero verso il punto dov'era precipitato un ricognitore avversario – abbattuto dalla scorta aerea del convoglio – e la Lupo provvide al recupero dei naufraghi. Alle 18.45 dello stesso giorno il convoglio subì un primo attacco da parte di bombardieri Consolidated B-24 Liberator: la reazione della scorta disperse la formazione attaccante, obbligandola a ritirarsi. Intorno alla mezzanotte ebbe inizio un nuovo attacco aereo: il Bianchi venne colpito ed esplose, affondando in pochi secondi, mentre le altre unità si divisero: la Lupo e la Castore si allontanarono insieme allo Sportivo, la Polluce e la Calliope proseguirono in altra direzione con il Padenna. In successivi attacchi aerei e subacquei, durante la notte, andarono perduti sia la Polluce, incendiata da una bomba d'aereo e poi affondata durante il rimorchio, che il Padenna, silurato dal sommergibile britannico Thrasher.
Alle 14.50 dell'8 ottobre la Castore e la moderna torpediniera di scorta Ciclone salparono da Tobruk per scortare al Pireo e quindi a Taranto la nave cisterna Proserpina. In navigazione ad ovest di Creta, le navi furono infruttuosamente attaccate per due volte dal sommergibile HMS Traveller: la prima, alle 15.20 del 9, l'unità britannica lanciò tre siluri senza risultato contro la Proserpina, in posizione 35°45' N e 23°13' E; la seconda, nella stessa posizione ma alle nove di sera del 9, il Traveller cercò infruttuosamente di silurare Castore e Ciclone. Il convoglio giunse al Pireo alle 6.30 del 10 ed a Taranto alle 21.35 del 12.
Nella notte tra il 13 ed il 14 novembre 1942 la Castore si trovava a Tobruk quando le truppe britanniche cercarono di occupare la città con un colpo di mano: la torpediniera partecipò attivamente al respingimento dell'attacco britannico.
Nel gennaio 1943 assunse il comando della nave il capitano di corvetta Marino Fasan.
Il 17 gennaio, alle 2.30, la Castore lasciò Palermo insieme alla gemella Libra ed alla vecchia torpediniera Montanari per scortare a Tunisi i trasporti Campania, Jacques Schiaffino e Gerda Toft. Le navi giunsero a destinazione indenni alle 7 del 18 gennaio, dopo aver evitato un attacco con siluri da parte di un sommergibile (a nordovest di Marettimo, alle 20.30 del 17) ed un attacco aereo (al largo delle Egadi, alle 00.30 del 18).
Nella primavera del 1943 la Castore prese parte alle operazioni di evacuazione delle truppe italiane dalla Tunisia, ormai prossima alla caduta.
Alle otto di sera del 31 maggio 1943 la Castore lasciò Taranto per scortare a Messina i piccoli piroscafi Postumia e Vragnizza, ma l'indomani, al largo di Capo Rizzuto, il convoglio fu individuato da ricognitori britannici. All'1.45 di notte del 2 giugno le navi italiane vennero attaccate al largo di Capo Spartivento da aerei e dai cacciatorpediniere Vasilissa Olga (ellenico) e Jervis (inglese), che aprirono il fuoco da 1800 metri, favoriti dal radar e dall'uso di bengala, prima ancora di essere avvistati. La Castore si portò immediatamente al contrattacco dirigendo contro le navi nemiche ed aprendo il fuoco per consentire ai mercantili di allontanarsi, cercando anche di lanciare i propri siluri, ma venne ben presto centrata a poppa con conseguente impossibilità di governare e fu quindi immobilizzata. Alle 3.15, dopo un violento ed impari combattimento, in fiamme e crivellata di colpi (soprattutto a centro nave), la nave italiana si capovolse ed affondò con le bandiere al vento e continuando a fare fuoco con le poche armi ancora in funzione, ad un miglio da Punta Palizzi. Il sacrificio della torpediniera consentì ai due piroscafi di evitare la distruzione: il Postumia, colpito da aerei, s'incagliò presso Capo Spartivento Calabro ma poté essere recuperato nove giorni dopo, mentre il Vragnizza, benché danneggiato anch'esso nell'attacco aereo, riuscì a raggiungere il porto di Messina.
Scomparvero in mare il comandante Fasan (alla cui memoria fu conferita la Medaglia d'oro al valor militare) ed altri 59 tra ufficiali, sottufficiali e marinai, esattamente la metà dei 120 uomini che componevano l'equipaggio della Castore.
Complessivamente la torpediniera aveva effettuato 155 missioni di guerra (oltre cento di scorta), percorrendo in tutto circa 63.000 miglia nautiche.

## Il relitto
Il relitto della Castore giace spezzato in due tronconi adagiati in posizione capovolta su un fondale sabbioso ad una profondità compresa tra i 27 ed i 31 metri, tra Capo Spartivento e Palizzi Marina. Il relitto è caratterizzato dalla presenza di numerose lamiere disseminate sul fondale sabbioso, mentre l'accesso al suo interno risulta parzialmente ostruito dalla sabbia. Tuttavia, per via del rischio rappresentato dalle lamiere taglienti, si sconsiglia l'esplorazione interna. Inoltre, tra i due tronconi del relitto si trova un accumulo di materiale bellico, e attraverso gli oblò laterali si possono ancora osservare riserve di munizioni in perfetto stato di conservazione, rimaste nelle loro posizioni originali. Sulla prua, che rappresenta la parte più profonda del relitto, si intravede parzialmente la caratteristica stella che decorava le navi della Regia Marina, elemento che è ancora presente sugli scafi dell'attuale Marina Militare. Nel 2024 è stata posta una bandiera in segno di rispetto e ricordo dei marinai caduti durante il tragico affondamento.

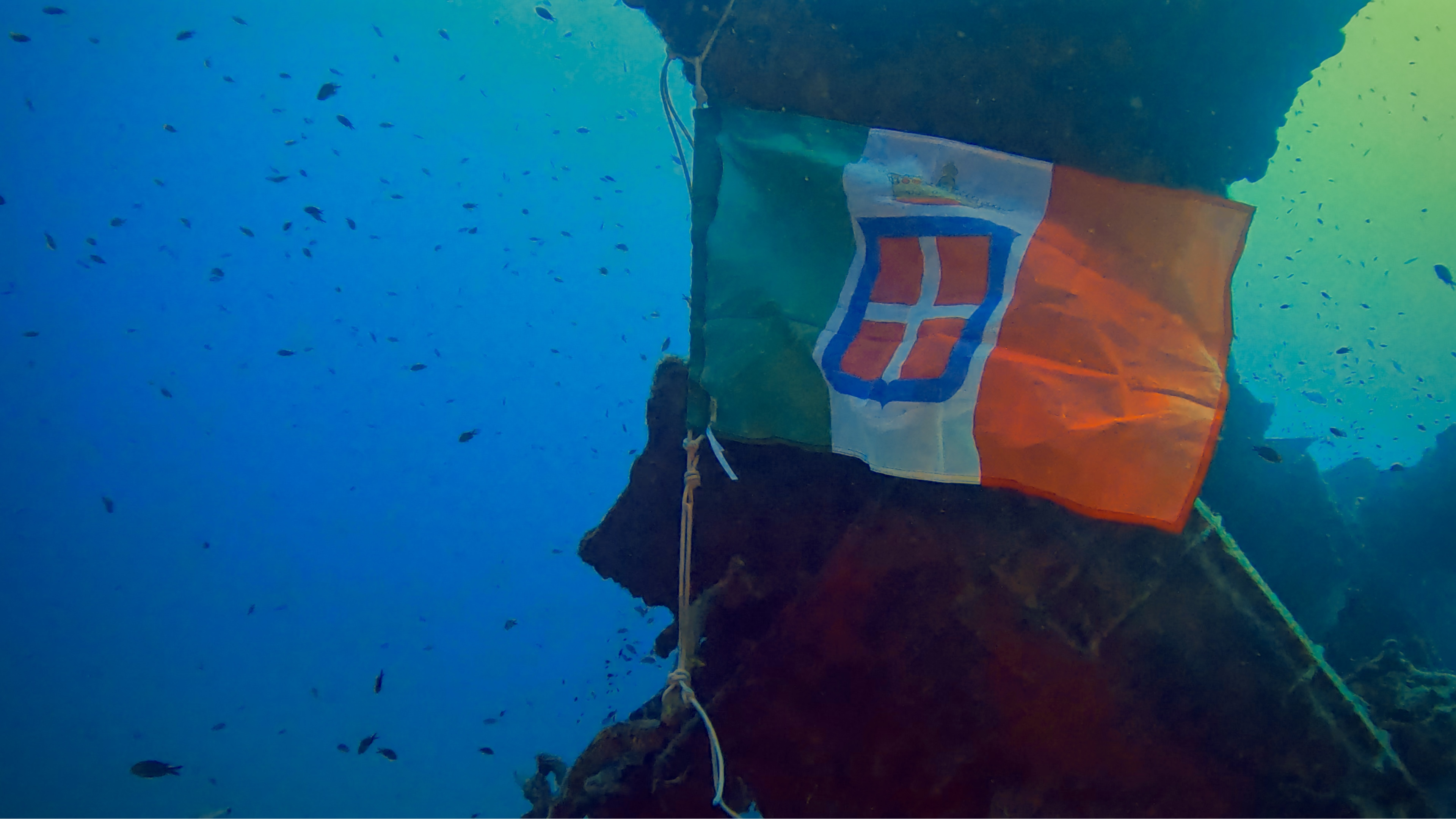
Bandiera posta al centro dei due tronconi del relitto Castore.
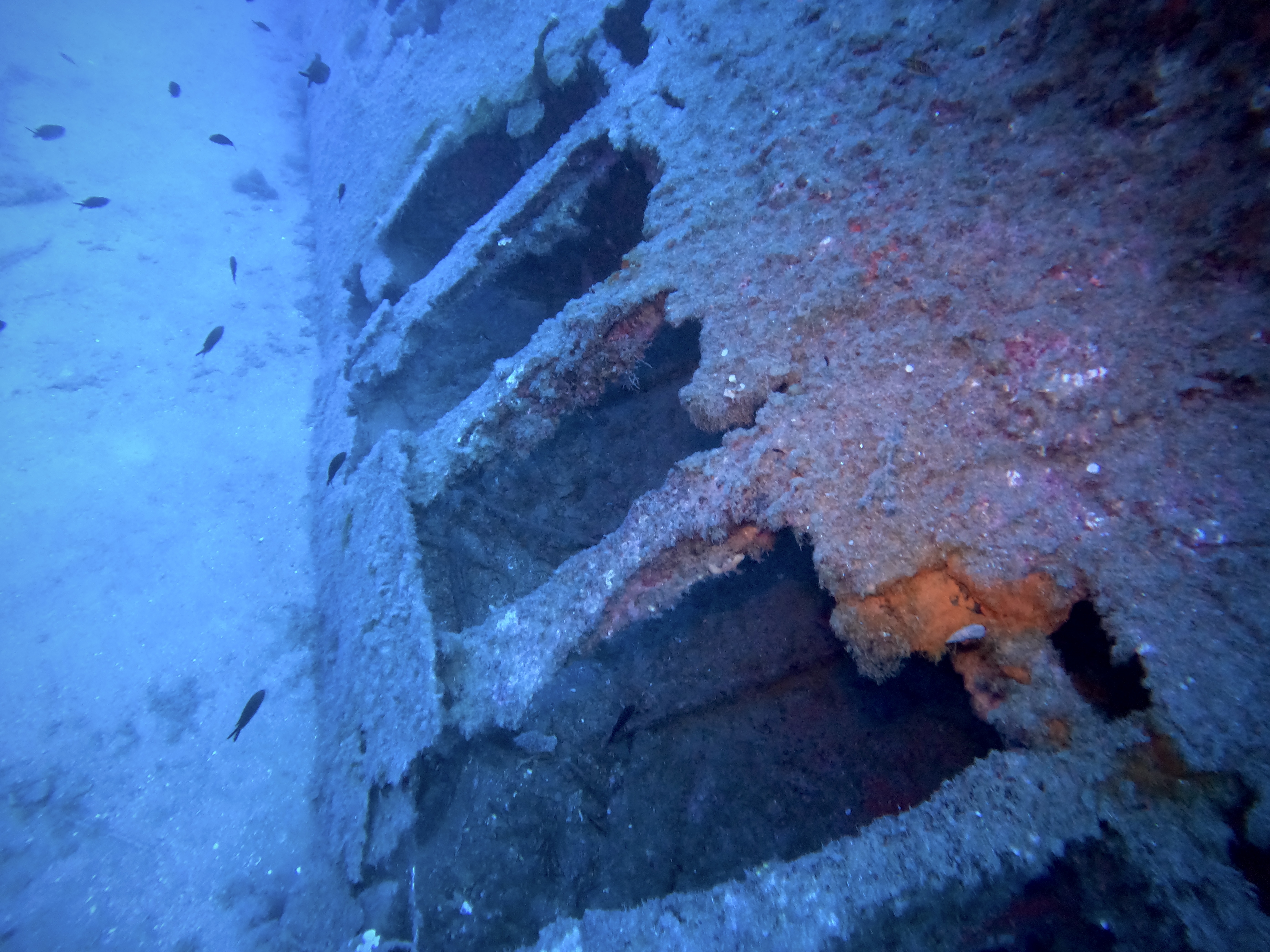
Fiancata laterale del Relitto Castore
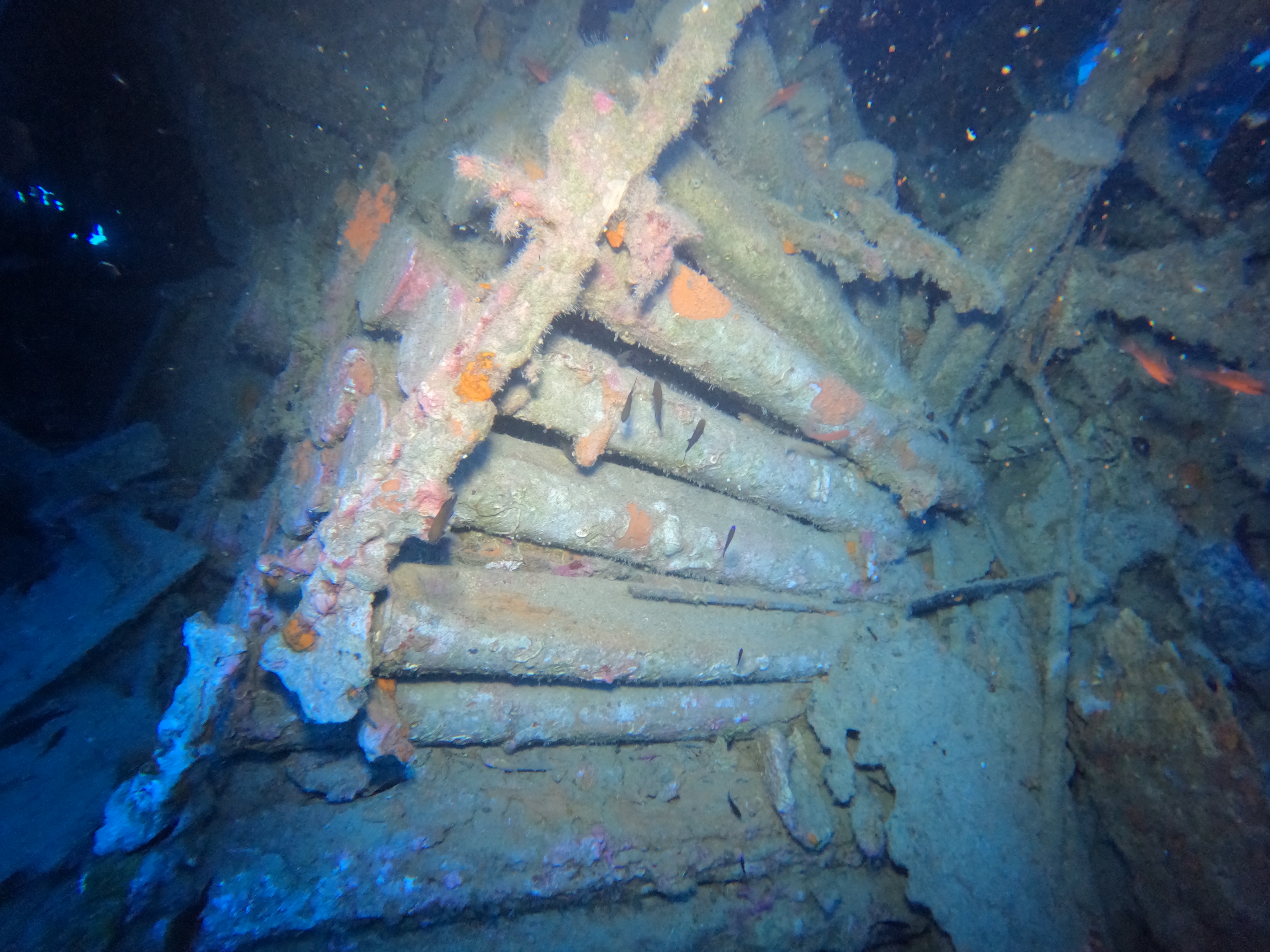
Munizioni in perfetto stato di conservazione ancora impilate nella loro posizione originale
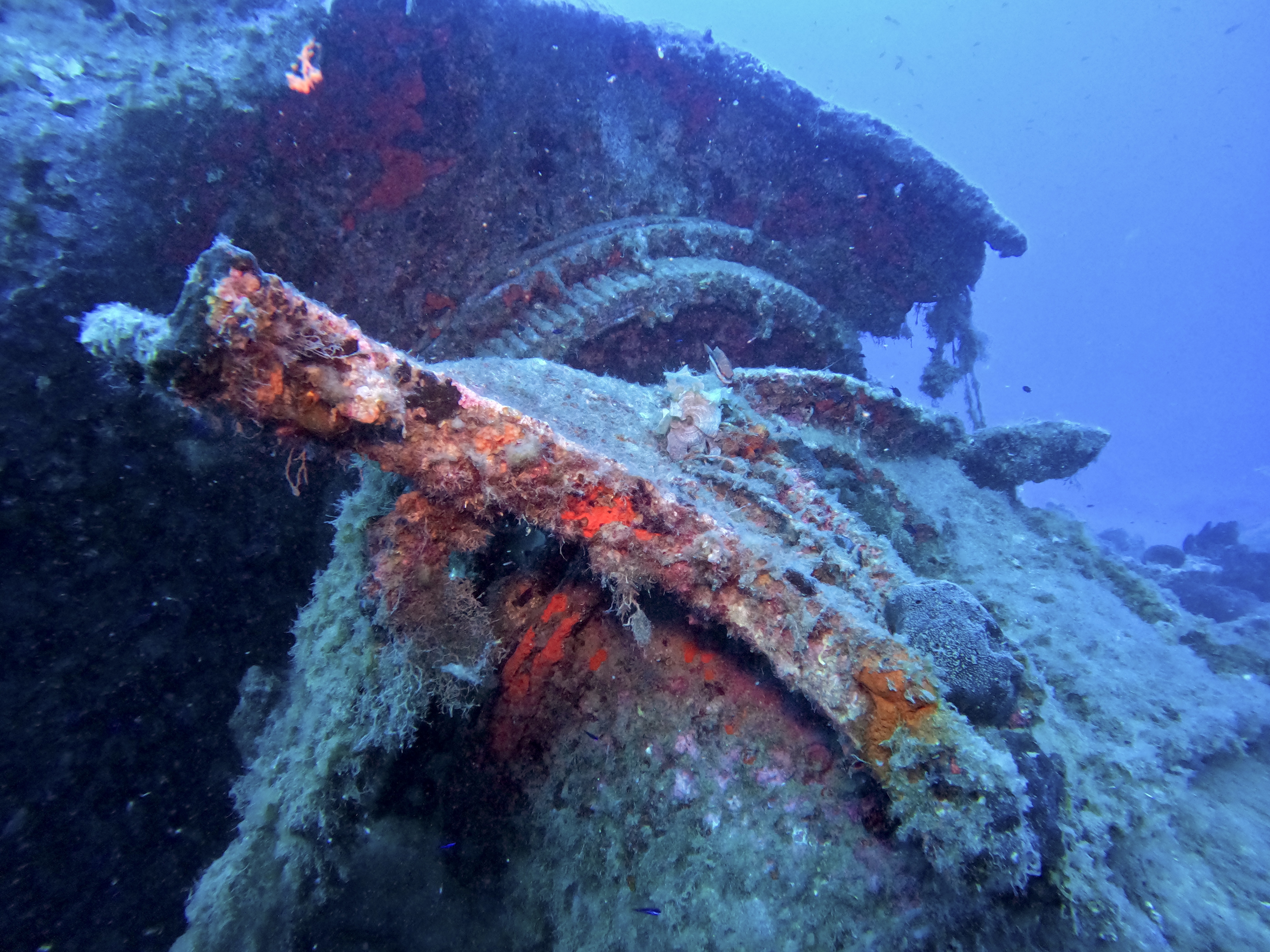
Foto della parte centrale del relitto Castore
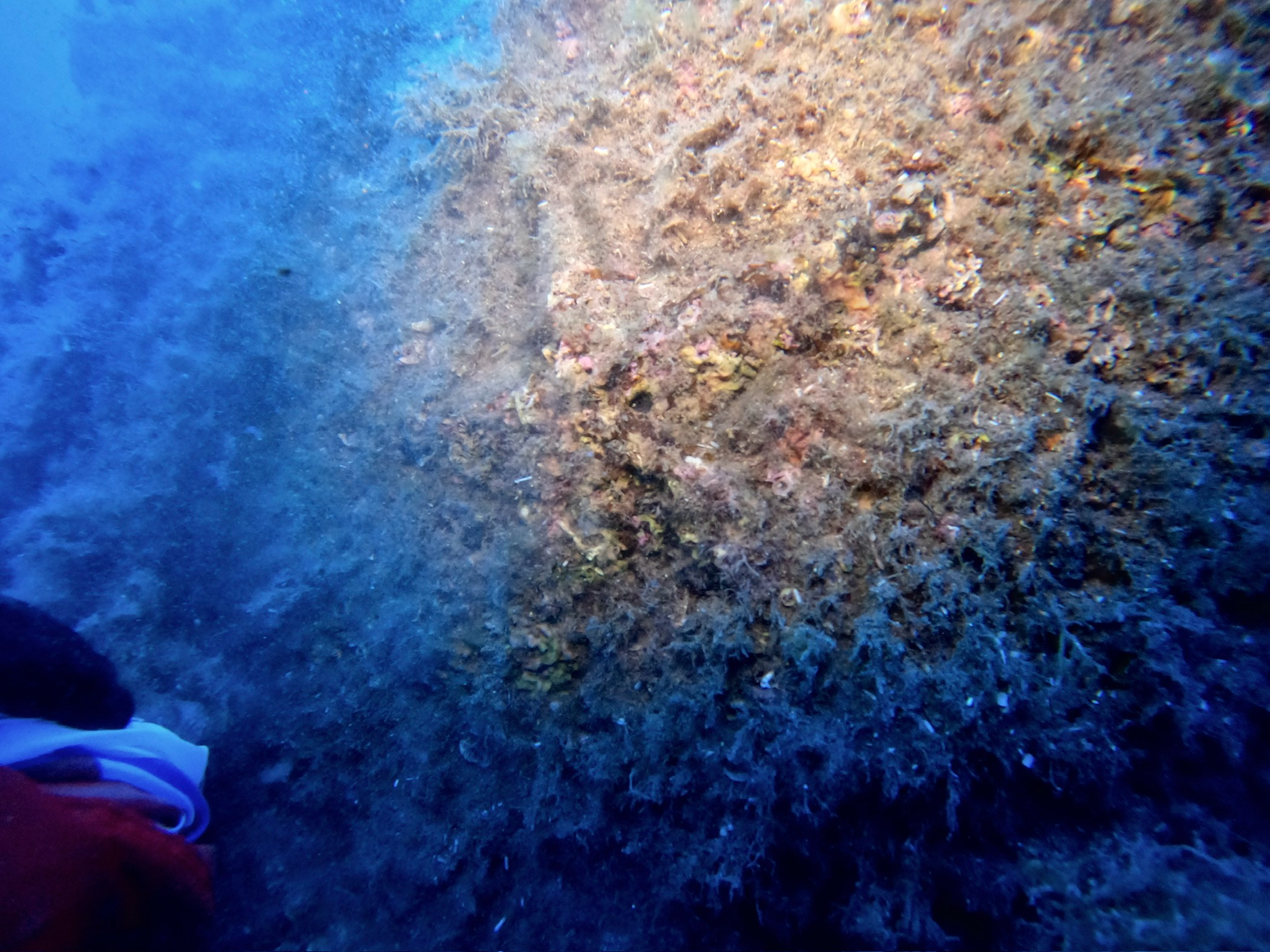
Stella tipica delle navi della Regia Marina a prua del torpediniere Castore.
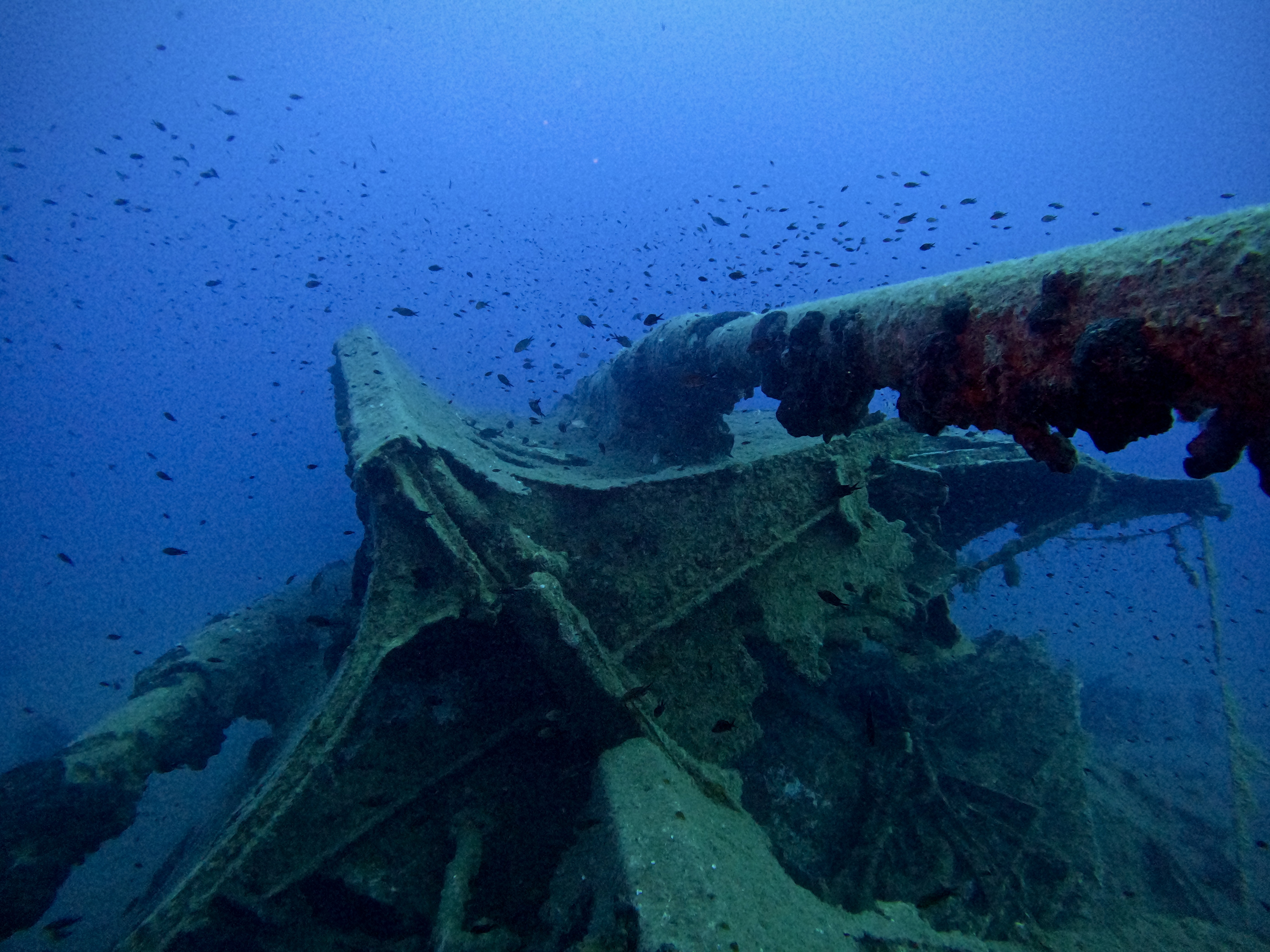
Vista di poppa capovolta del relitto Castore. È possibile osservare la chiglia e i due alberi motori.